# Göte Widlund

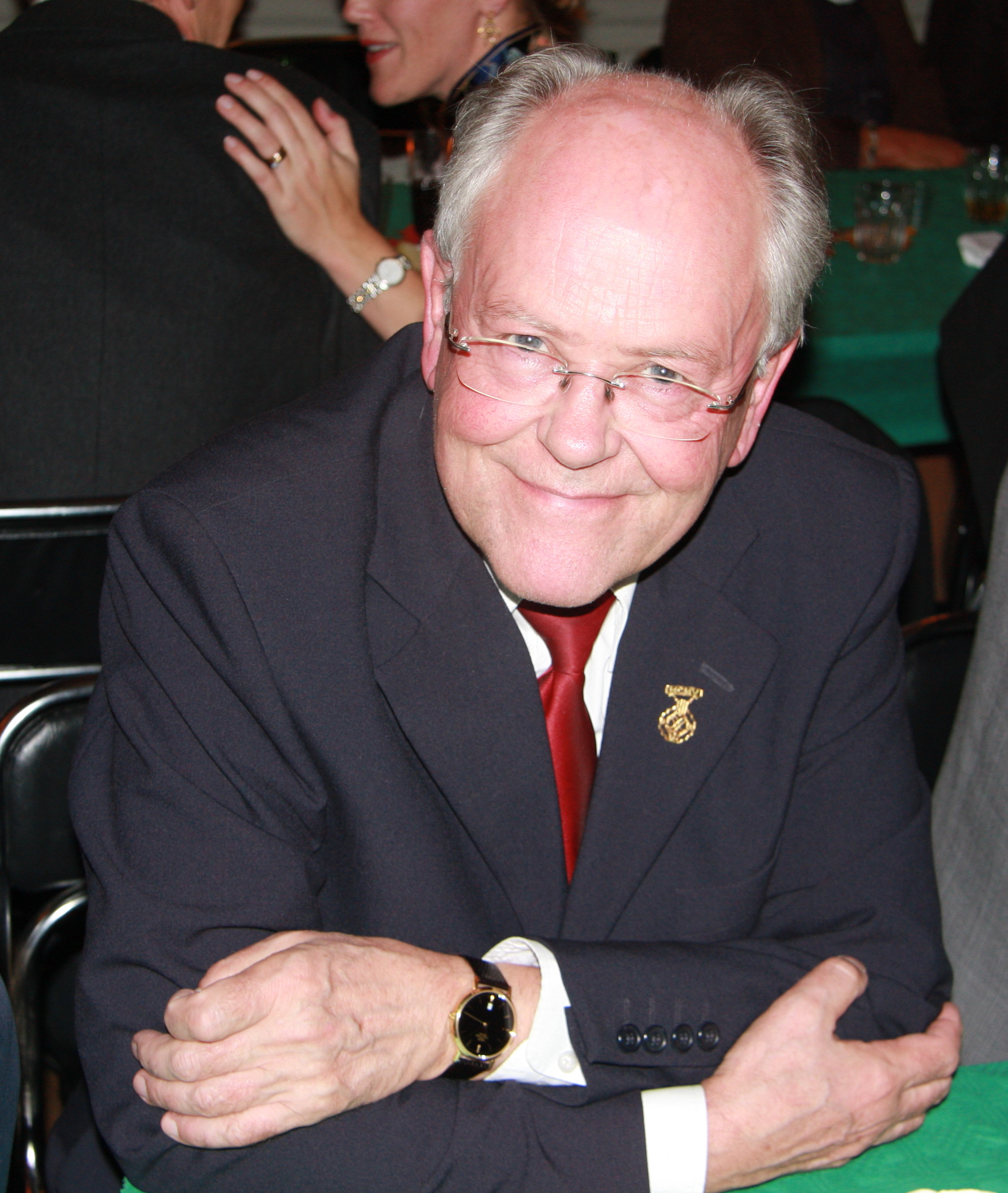
Göte Widlund (2008)

Göte Widlund, född 7 september 1945, är en dirigent, arrangör och kyrkomusiker.
Göte Widlund utbildades vid Kungliga Musikhögskolan i Stockholm, där han avlade organist-, kantors- och musiklärarexamen 1970. Han har studerat kör- och orkesterdirigering för Eric Ericson, Jorma Panula och Kjell Ingebretsen. Göte Widlund valdes till förbundsdirigent i Svenska Sångarförbundet 1977. Han har lång erfarenhet av kördirigering, och har bland annat varit dirigent för Stockholms Studentsångare, KFUM-kören i Stockholm, Poliskören Stockholm, Essinge kyrkokör och Högalids motettkör.

## Verk

### Orgel
- Lux Nova (2010).[2]
- Lux Nova II (2013).[3]
- Lux nova III
- Tre Frösöblomster (2014) av Wilhelm Peterson-Berger. Arrangerade för orgel av Widlund.[4]

1. Intåg i sommarhagen
2. Sommarsång
3. Till rosorna

- Lux baptisma (2018).[5]
- Somrigt, tre sommarmelodier för orgel (2019). Arrangerade för orgel av Widlund.[6]

1. Sommar av Sven Sköld.
2. En sommardag av Adolf Fredrik Lindblad.
3. Utskärgård av Bobbie Ericson.

### Kör
- Då gå vi åt krogen.[7]
- Ja, vem skall denna skålen tillhöra? Skänklåt från Floda för fyrstämmig (SATB) kör a cappella.[7]

## Diskografi
- 1993 Julkonsert med Stockholms Studentsångare. Dir: Göte Widlund, Anna Eklund-Tarantino (sopran), Anders Larsson (baryton), Stefan Therstam (orgel/piano). ARTEMIS 7138